# Umnak
Umnak, aleutiska Unmax, Umnax; ryska Умнак, är en ö i ögruppen Fox Islands som tillhör Aleuterna i Alaska, USA. Med sina 1 776,76 km2 är den tredje största ö i Aleuterna och den 19:e största i USA.
På ön finns en stor vulkanisk kaldera belägen på Mount Okmok. Vidare finns på ön det enda fältet av gejsrar i Alaska. Umnak är åtskilt från Unalaska Island av Umnak Pass. År 2000 fanns endast 39 bofasta människor på Umnak.